# 加布里埃拉·巴布尼克
加布里埃拉·巴布尼克（1979年—），斯洛文尼亚作家、文学评论家、翻译家。1979年出生于德国哥廷根。她在2005年毕业于卢布尔雅那大学比较文学专业，毕业后前往非洲旅行。在布基纳法索的经历成为日后她作品中常见的情节。巴布尼克对当代尼日利亚小说有过深入研究，她曾将尼日利亚作家奇玛曼达·恩戈齐·阿迪奇的小说《半个昏黄的太阳》译为斯洛文尼亚语。她的首部小说《棉花的肌肤》获2007年斯洛文尼亚书展的最佳处女作奖。她的第三部小说《旱季》获2013年的欧盟文学奖。

## 作品列表
- 棉花的肌肤Koža iz bombaža, 2007[6]
- 高高的草丛上V visoki travi, 2009[7]
- 旱季Sušna doba, 2011[8]